# Джон Генрі Дірл
Джон Генрі Дірл (22 серпня 1859 – 15 грудня 1932) - британський дизайнер текстилю та вітражів, художник і майстер Вільяма Морріса. Братствао Прерафаелітів мало чималий вплив на творчість Дірла. Він розробив багато пізніх дизайнів шпалер та текстилю, випущених Morris &amp; Co., та додав тло та листя до дизайну гобеленів із зображенням Едварда Берна-Джонса та інших. Починаючи з підліткового віку був продавцем в салоні Morris &amp; Co. та вчився дизайну. Згодом Дірл почав розробляти дизайни самостійно, а ще пізніше став головним дизайнером Morris & Co. до 1890 року, створюючи дизайни для гобеленів, вишивки, шпалер, тканого та друкованого текстилю, вітражів та килимів. Після смерті Морріса в 1896 році, Дірл був призначений художнім директором фірми і став її головним дизайнером вітражів після смерті Берна-Джонса в 1898 році 
Репутація Морріса затьмарювала роботу Дірла протягом усієї його кар’єри: Дірл представляв свої ранні візерунки під ім’ям Морріса, а дизайни Дірла продовжували продаватися як візерунки Морріса. Критична оцінка творчості Дірла зазнала значних змін протягом останніх десятиліть двадцятого століття, визнавши зрілу творчість Дірла як своєрідне художнє бачення. Дірл завжди залишався близьким до естетики Морріса, але з 1890 -х років він включив у свої робити характерний набір перських та турецьких мотивів.

## Кар'єра

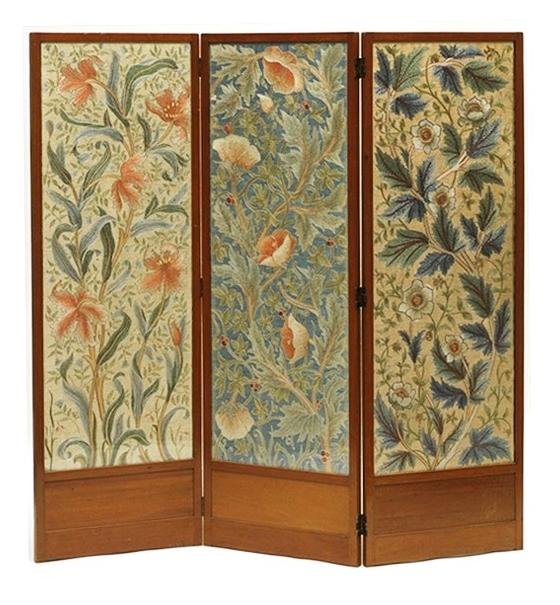
Ширма з вишитими панелями, 1885-1910 рр., За проектом Джона Генрі Дірла, Музей V&A №. CIRC.848-1956

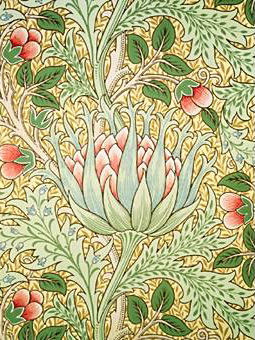
Шпалери Артишок, c. 1897 рік

Дірл народився 1859 року в Камден -Тауні, на півночі Лондона. Він розпочав свою кар’єру асистентом у роздрібному салоні компанії Morris & Co. на Оксфорд-стріт у 1878 році  а потім перейшов у майстерню розпису скла компанії, де він працював вранці та вивчав дизайн у другій половині дня.  Морріс розпізнав талант Дірла як малювальника і взяв його за свого підмайстра для створення гобеленів. У вересні 1879 року Морріс закінчив свою першу роботу на гобеленах  і незабаром після цього Морріс і Дірл встановили гобеленовий верстат на площі Королеви. У 1883 році Дірл виконав перший фігурний гобелен Morris & Co. за дизайном Вальтера Крейна  Незабаром Дірл відповідав за підготовку всіх підмайстрів гобеленів у майстерні та співпрацював з Морісом у розробці таких деталей, як візерунки тканин та квіткові фони для гобеленів на основі малюнків або етюдів Берна-Джонса (деякі з них перероблені з вітражних етюдів)  та малюнки тварин Філіпа Вебба .
Наприкінці 1880-х років Дірл розпочав розробку повторюваних візерунків для шпалер та текстилю, і цілком ймовірно, що його дизайн для масштабних вишивок також датується приблизно цим часом. 
Починаючи з 1890 року Дірл був головним дизайнером фірми, керуючи замовленнями з дизайну інтер’єру та контролюючи відділи гобеленів, ткацтва та друку тканин у Мертонському абатстві  Він був призначений художнім директором Morris & Co. До своєї смерті в 1932 році Дірл керував текстильними заводами компанії в Мертонському абатстві 

## Дизайн
Дизайни текстилю та шпалер, які приписуються Генрі Дірлу, включають Червеллу (зареєстрований 1887 р.), Трент (1888), перський Брокатель (близько 1890), Нарциса (близько 1891), Комптона (1896), Тюльпана (1895-1900), Артишоку (1897) ), та Перський або Новий Перський (1905) дизайни. 
Дерл також розробив вишиті панелі для ширм і портьєр в  стилі Art Needlework під керівництвом Мей Морріс. 